# Anomalisa
„Аномалиса“ (на английски: Anomalisa) е американски стоп-моушън анимационен трагикомичен филм от 2015 г., режисиран от Чарли Кауфман и Дюк Джонсън.
Сценарият, написан от Чарли Кауфман, е базиран на неговата едноименна аудио пиеса от 2005 г. Премиерата е на 4 септември 2015 г. на кинофестивала в Телюрайд, а в България филмът е представен на 13 март 2016 г. в рамките на София Филм Фест.
В центъра на сюжета е разочарован от живота си мъж на средна възраст, който се влюбва в млада жена, променяйки за кратко усещането си за света, но скоро чувствата му към нея изчезват и той се връща към първоначалното си състояние.

## Награди и номинации
| Категория                                             | Номиниран                                | Резултат                    |
| Оскар (28 февруари 2016 г.)                           | Оскар (28 февруари 2016 г.)              | Оскар (28 февруари 2016 г.) |
| ----------------------------------------------------- | ---------------------------------------- | --------------------------- |
| Най-добър анимационен филм                            | Най-добър анимационен филм               | номинация                   |
| Златен глобус (10 януари 2016 г.)                     |                                          |                             |
| Най-добър анимационен филм                            | Най-добър анимационен филм               | номинация                   |
| Ани (6 февруари 2016 г.)                              |                                          |                             |
| Най-добър пълнометражен анимационен филм              | Най-добър пълнометражен анимационен филм | номинация                   |
| Най-добра режисура на пълнометражен анимационен филм  | Чарли Кауфман и Дюк Джонсън              | номинация                   |
| Най-добър монтаж в пълнометражен анимационен филм     | Гарет Елкинс                             | номинация                   |
| Най-добра музика в пълнометражен анимационен филм     | Картър Бъруел                            | номинация                   |
| Най-добро озвучаване в пълнометражен анимационен филм | Дженифър Джейсън Лий                     | номинация                   |
| Сателит (21 февруари 2016 г.)                         |                                          |                             |
| Най-добър анимационен филм                            | Най-добър анимационен филм               | номинация                   |